# Евдокимов, Василий Павлович
Василий Павлович Евдокимов (1898—1941) — советский военачальник, генерал-майор (1940), участник Гражданской, советско-финляндской и Великой Отечественной войн. Пропал без вести на Западном фронте в июле 1941 года.

## Биография
Призван в РККА в июне 1918 года, служил затем красноармейцем в караульной роте г. Енотаевка Астраханской губернии, с мая 1919 года — в Астраханском караульном отряде. С августа 1919 по апрель 1920 года находился на учебе на Астраханских пулеметных курсах РККА, участвовал в боях с войсками генерала А. И. Деникина, в декабре 1919 года под с. Михайловка был контужен.
По окончании курсов командовал взводом в 180-м стрелковом полку 32-й стрелковой дивизии, с июля — в 105-м кавалерийском полку 18-й кавалерийской дивизии Отдельной Кавказской Краснознаменной армии, в его составе летом 1920 года участвовал в подавлении Гянджинского восстания. В ноябре—декабре 1920 года командиром взвода 1-го Армянского пехотного полка участвовал в походе Красной армии в Армению, в феврале—марте 1921 года в составе 11-го и 105-го кавалерийских полков 18-й кавалерийской дивизии — в Тифлисской операции по свержению меньшевистского правительства в Грузии и установлении Советской власти.
После войны с декабря 1922 по июль 1923 года учился на повторных курсах комсостава Отдельной Кавказской Краснознаменной армии в Тифлисе, затем проходил службу во 2-й отдельной кавалерийской Кавказской бригаде этой армии командиром взвода в 4-м кавалерийском полку и командиром пулемётного эскадрона во 2-м кавалерийском полку. С октября 1925 по сентябрь 1926 года находился на кавалерийских КУКС РККА в Новочеркасске (курс среднего комсостава). После их окончания назначен в 65-й Кавказский кавалерийский полк этой же бригады, где исполнял должность начальника полковой школы, командира и политрука эскадрона.
В феврале 1930 года назначен в 3-ю Кавказскую стрелковую дивизию, занимал должности командира и комиссара отдельного кавалерийского эскадрона, с июня 1932 года — помощник командира по хозяйственной части 12-го стрелкового полка. В июне 1934 года переведен в Приволжский ВО командиром отдельного разведывательного батальона 61-й стрелковой дивизии. С декабря 1934 по ноябрь 1935 года обучался на разведывательных КУКС РККА в Москве. С февраля 1938 года командовал 182-м, а с августа 1939 года — 526-м стрелковыми полками 51-й стрелковой дивизии.
В январе 1940 года назначен начальником пехоты 173-й мотострелковой дивизии, участвовал в Советско-финляндской войне (1939—40). 10 марта 1940 года направлен в 490-й стрелковый полк, который под его руководством успешно выполнил поставленную боевую задачу, награждён орденом Красного Знамени.
В августе 1940 года назначен командиром 50-й стрелковой дивизии Западного Особого военного округа.
Командир 24-й стрелковой дивизии К. Н. Галицкий писал в своих мемуарах о последних предвоенных днях:

…12 июня меня вызвали в штаб округа. В приёмной я встретил выходивших из кабинета командующего командира 21-го стрелкового корпуса генерал-майора В. Б. Борисова и командира 50-й стрелковой дивизии генерал-майора В. П. Евдокимова. Лица их были озабочены. Но поговорить не успели — меня сразу пригласили к командующему. В его кабинете был и начальник штаба округа генерал-майор В. Е. Климовских.

Поздоровавшись, генерал армии Д. Г. Павлов сказал:

— С 13-14 июня необходимо провести месячные учебные сборы по переподготовке пехотинцев в специалистов других родов войск. На сборы призвать из запаса красноармейцев и младших командиров. Учить их по программам специалистов — минометчиков, пулеметчиков, артиллеристов и танкистов для того, чтобы быстрее освоить полученное вами новое автоматическое стрелковое оружие, 82-мм минометы, новое артиллерийское и противотанковое вооружение…

— Во второй половине июня, — продолжал генерал Д. Г. Павлов, — состоятся, видимо, большие учения войск округа, в ходе которых 24-я стрелковая дивизия будет переброшена на автомашинах двух автомобильных бригад в район Гродно. Сейчас надо приступить к подготовке учения: тренировать личный состав в погрузке на автомашины и разгрузке материальной части, а командиров научить управлять своими подразделениями на марше флажками и по радио. Вам необходимо наметить два-три маршрута движения и с командирами частей отрекогносцировать их.

Подойдя к карте, командующий показал мне основной маршрут движения — Молодечно—Вишнев—Лида—Скидель—Гродно.

— Имейте в виду, — сказал он далее, — по плану учения в 20-х числах июня в район Вилейка, Сморгонь, Крево выйдет 50-я стрелковая дивизия. Передайте ей ваши военные городки и подготовьте в лесах этого района места для лагерей. Все снабжение частей этой дивизии будет производиться с ваших складов. Детали по размещению частей генерала Евдокимова отработайте с начштаба округа. — И в заключение предупредил:

— Никаких письменных указаний от меня не будет. Все делать согласно моим личным указаниям. Доложите их командующему армией генералу Кузнецову. Неясные вопросы уточните у начальника штаба округа…— 
К началу Великой Отечественной войны дивизия успела сосредоточиться в районе Вилейка и в первые дни войны вступила в бой северо-западнее Молодечно. Дивизия была отброшена наступающими на Минск частями немецкой 3-й танковой группы, потеряла связь с командованием и отступила на восток в район севернее Минска, где В. П. Евдокимов принял под своё начало некоторые части 64-й стрелковой дивизии (288-й стрелковый полк, затем остатки 30-го полка), отброшенные от Минска, и остатки 331-го полка 100-й стрелковой дивизии, окружённого ранее в районе Острошицкого Городка.
1 июля части 39-го мотокорпуса 3-й танковой группы оттеснили 50-ю стрелковую дивизию и заняли Плещеницы. Дивизия продолжила отход на восток к р. Березина к Зембинской переправе (севернее Борисова), чтобы взять её под контроль, здесь 1 и 2 июля подверглась сильным ударам авиации и танков противника, после чего основным силам 50-й дивизии пришлось отходить далее на восток в обход немецких заслонов по маршруту севернее Зембина на Кимия—Скуплин—Селец—Холопеничи—Черея, при этом дивизия распалась на отдельные отряды.
Отряд 49-го стрелкового полка, с которым отходил комдив генерал-майор В. П. Евдокимов, только в ночь с 5 на 6 июля в «невероятно тяжёлых условиях» смог переправиться через Березину (судя по воспоминаниям командира 49-го полка В. П. Павлыго). В своём письме жене комдива В. П. Павлыго говорит, что генерал-майор В. П. Евдокимов «тронулся рассудком» и был оставлен в некоей больнице между Сенно и Толочиным, при этом датировал это событие 15-18 июля. После этого генерал-майор В. П. Евдокимов числится пропавшим без вести.

## Награды
- Орден Красного Знамени (21.03.1940)
- медаль «ХХ лет РККА» (1938)